# Епархия Анс-а-Ву и Мирагоана
Епархия Анс-а-Ву и Мирагоана (лат. Dioecesis Sinuvitullensis-Miragoanensis) — епархия Римско-Католической церкви с центром в городе Анс-а-Ву, Гаити. Епархия Анс-а-Ву и Мирагоана входит в митрополию Порт-о-Пренса. Кафедральным собором епархии Анс-а-Ву и Мирагоана является церковь святого Августина в городе Анс-а-Ву. В городе Мирагоан находится сокафедральный собор святого Иоанна Крестителя.

## История
13 июля 2008 года Римский папа Бенедикт XVI издал буллу «De spirituali cogitans», которой учредил епархию Анс-а-Ву и Мирагоана, выделив её из епархии Ле-Ке.

## Ординарии епархии
- епископ Pierre-André Dumas (13.07.2008 — по настоящее время).